# Karen Connelly
Pour les articles homonymes, voir Connelly.
Karen Connelly, née à Calgary au Canada le 12 mars 1969, est une poétesse et romancière canadienne.

## Biographie
Karen Marie Connelly naît le 12 mars 1969 à Calgary au Canada, et y passe son enfance. 
Elle a dix-sept ans quand elle remporte en 1986 une bourse Rotary. Elle en profite pour partir en Thaïlande, où elle passe un an dans un village du nord du pays. Elle passe plusieurs mois près de la frontière birmane, aux côtés des opposants birmans. Elle séjourne ensuite en Europe et en Asie, puis revient au Canada et se fixe à Toronto. Elle y enseigne dans un collège, et donne des conférences lors de festivals littéraires.
Ses œuvres écrites, en poésie et en prose, portent sur les thèmes du voyage, de la mémoire, de l'enfance, du dépaysement, de l'exclusion culturelle, du langage.
Karen Connelly commence par écrire des poèmes ; elle publie en 1990 le recueil The Small Words in My Body, qui lui vaut le prix Pat Lowther. Elle explore les mêmes thèmes, avec ses voyages en France et en Espagne, dans This Brighter Prison: A Book of Journeys, paru en 1993. Elle publie en 2000 The Border Surrounds Us où elle revient sur son expérience à la frontière de la Thaïlande et de la Birmanie. Elle éctit ensuite The Disorder of Love (1997) et en fait paraître en 2001 une réédition dans Grace and Poison, qui reprend aussi ses premiers poèmes.
Ses œuvres en prose sont d'abord des réflexions, des souvenirs, des extraits de journaux. Ce sont Touch the Dragon: A Thai Journal, publié en 1992, qui lui obtient le prix du Gouverneur général pour les essais en anglais ; puis One Room in a Castle: Letters From Spain, France and Greece, en 1995, sur ses séjours en Europe.
Son premier roman, The Lizard Cage (La Cage aux lézards en français), est publié en 2007. Elle y évoque les dures conditions de la vie en Birmanie à la fin des années 1980. À travers l'histoire d'un prisonnier, contée uniquement à partir de sa cellule, elle y dénonce la torture, la dictature, dans un « livre atroce et superbe ».
Selon Jean Soublin, Karen Connelly bénéficie d'une solide notoriété dans les pays anglophones.

## Œuvres
- The Small Words in My Body, 1990 – Prix Pat Lowther.
- Touch the Dragon: A Thai Journal, 1992 – Prix du Gouverneur général, catégorie études et essais, en 1993.
- This Brighter Prison: A Book of Journeys, 1993.
- One Room in a Castle: Letters From Spain, France and Greece, 1995.
- The Disorder of Love, 1997.
- The Border Surrounds Us, 2000.
- Grace and Poison, 2001.
- The Lizard Cage, 2007 ; traduction française La Cage aux lézards – Orange Broadband Prize for New Writers.